# ماريا ستيلا مازوكو
ماريا ستيللا مازوكّو (بالإيطالية: Maria Stella Masocco)‏ رامية جلة ايطالية، حصلت على العديد من الميداليات الذهبية في بطولات إيطاليا، كما حازت على الميدالية الفضية في بطولة دورة ألعاب البحر الأبيض المتوسط 1971 كما انها صاحبة الرقم القياسي في إيطاليا لرمي الجلة 3 مرات متتالية. 
ماريا ستيللا هي والدة حارس مرمى منتخب إيطاليا لكرة القدم جانلويجي بوفون، وهي ايضاً شقيقة لاعب كرة السلة دانتي ماسوكو .

## انظر ايضاً
- جان لويجي بوفون
- فيرونيكا بوفون
- دانتي انجلو ماسوكو